# Tarnopolska Półbrygada Obrony Narodowej

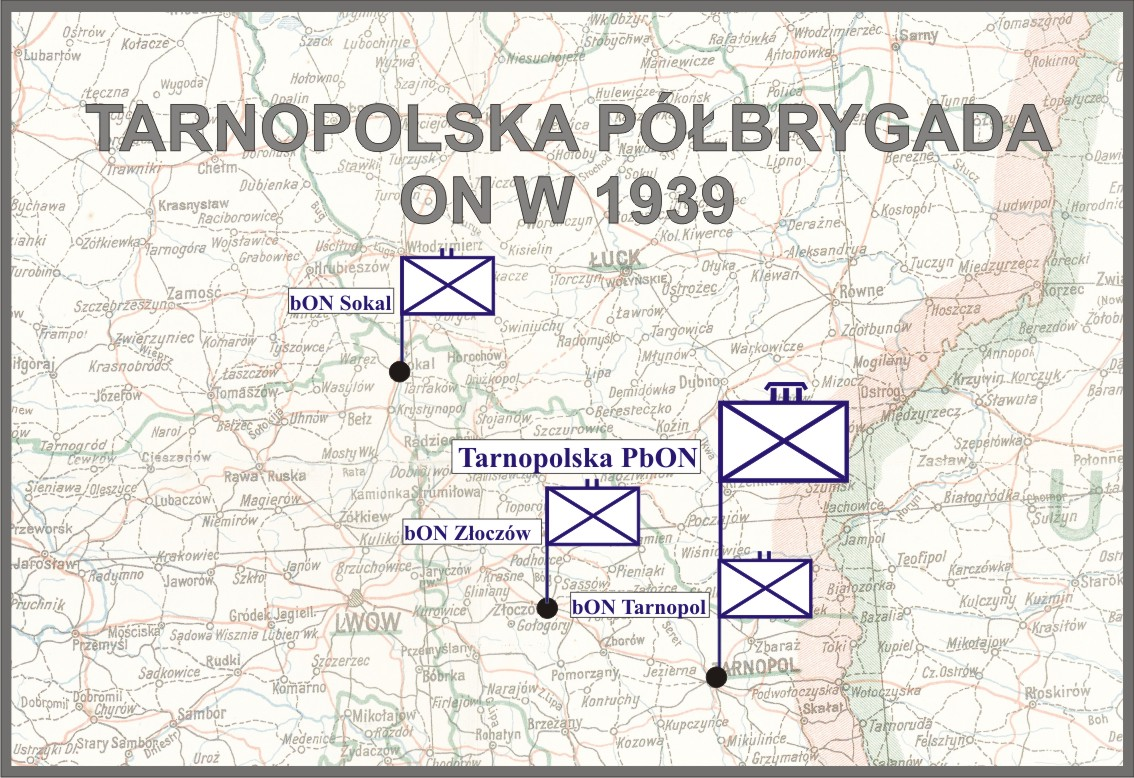
Tarnopolska Półbrygada ON

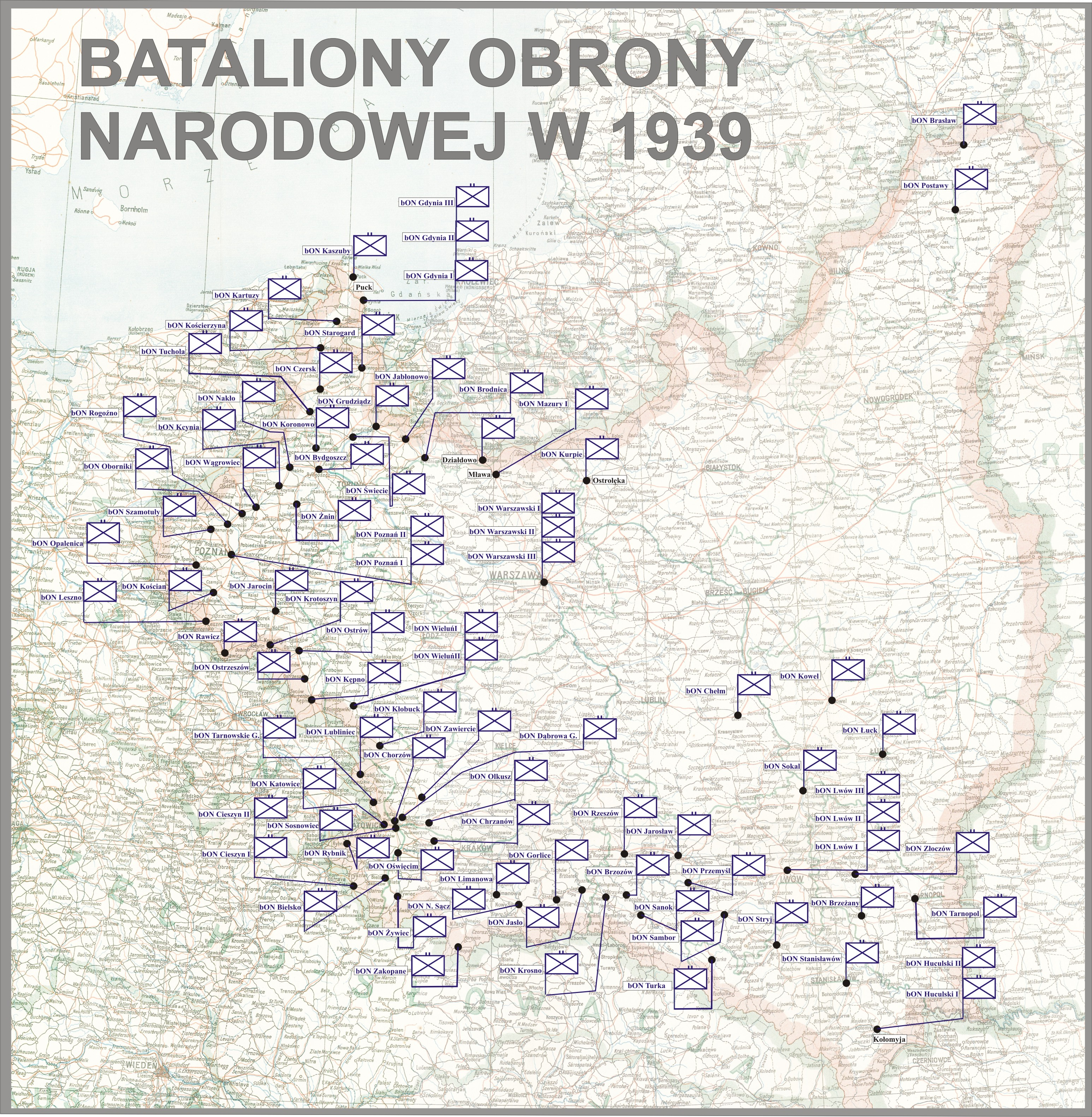
Obrona Narodowa w 1939

Tarnopolska Półbrygada Obrony Narodowej – jednostka organizacyjna Obrony Narodowej Wojska Polskiego II RP.

## Formowanie i organizacja
Półbrygada nie występowała w organizacji pokojowej wojska i nie była ujęta w tabeli alarmowania jednostek organizacyjnych Obrony Narodowej z 25 sierpnia 1939. O jej istnieniu mówią autorzy Polskich Sił Zbrojnych ..., Stanisław Truszkowski oraz płk. Józef Zończyk-Bohusz (szef referatu ON). Dowództwo półbrygady i Złoczowski batalion Obrony Narodowej miały być sformowane w mobilizacji powszechnej. Ponadto dowództwu półbrygady podporządkowane zostać miały dwa bataliony ze składu Lwowskiej Brygady ON. Wszystkie trzy pododdziały zorganizowane zostały według etatu batalionu ON typ I. Jednostką mobilizującą miał być 54 pułk piechoty Strzelców Kresowych, stacjonujący w garnizonie Tarnopol. Brak danych na temat obsady personalnej dowództwa półbrygady i jej walk w kampanii wrześniowej 1939.
Sokalski batalion ON walczył w obronie Lwowa od początku ataku wojsk niemieckich, od 13 września w części północnej pododcinka „Góra Stracenia”, a następnie od 19 września w ramach pułku piechoty „Góra Stracenia” na odcinku północno-zachodnim sektora zachodniego w Grupie Obrony Lwowa.

## Struktura organizacyjna
- Dowództwo Tarnopolskiej Półbrygady Obrony Narodowej w Tarnopolu
- Sokalski batalion ON w Sokalu
- Tarnopolski batalion ON w Tarnopolu
- Złoczowski batalion ON w Złoczowie